# Barbara Gowdy
Barbara Gowdy (ur. 25 czerwca 1950 w Windsorze w prowincji Ontario) – kanadyjska pisarka.
Otrzymała nagrody literackie Trillium Book Award (za powieść Helpless) i Giller Prize.  W 2006 została odznaczona Orderem Kanady. W 2012 została laureatką stypendium Guggenheima. Adaptacji filmowych doczekały się jej powieść Falling Angels oraz opowiadanie We So Seldom Look on Love (polski tytuł filmu Zimny pocałunek). Jest scenarzystką filmów krótkometrażowych A Feeling Called Glory i Green Door oraz serialu telewizyjnego Spoken Art. 
Była dwukrotnie zamężna. Jej długoletnim partnerem jest poeta i eseista Christopher Dewdney.

## Dzieła

### Powieści
- Through the Green Valley (1988)
- Falling Angels (1989)
- Mister Sandman (1995; wydanie polskie 2000 Czarodziej snów)
- The White Bone (1999)
- The Romantic (2003; wydanie polskie 2005 Romantyczna)
- Helpless (2007)

### Zbiór opowiadań
- We So Seldom Look On Love (1992)